# Овчаренко, Екатерина Васильевна
Екатерина Васильевна Овчаренко (15 мая 1931 года, с. Боевое, Володарский район, Сталинская область, Украинская ССР — 8 октября 2018) — передовик производства, бригадир рабочих Ждановского молочного завода (Донецкая область). Герой Социалистического Труда (1971).

## Биография
Родилась 15 мая 1931 года в крестьянской семье в селе Боевое Володарского района Сталинской области. Трудовую деятельность начала в 14-летнем возрасте. Работала медсестрой в колхозном медпункте. В 1947 году устроилась на Ждановский молочный завод, потом поступила в зоотехнический техникум, который окончила в 1949 году. В этом же году работала бутарщицей по промывке песка на приисках циркония в селе Темрюк.
После закрытия прииска переехала в Жданов, где с 1950 года работала мойщицей посуды на Ждановском молочном заводе. При норме в 800 килограмм стеклотары мыла ежедневно около двух тонн. Позднее была назначена бригадиром вафельного и сметанного цехов.
Указом Президиума Верховного Совета СССР от 26 апреля 1971 года «за выдающиеся успехи, достигнутые в развитии мясной и молочной промышленности», Овчаренко Екатерине Васильевне присвоено звание Героя Социалистического Труда с вручением ордена Ленина и золотой медали «Серп и Молот».
Делегат XXV съезда КПСС (1976), съезда ВЦСПС (1977), член республиканского Комитета защиты мира (1978—1986).
В 1986 году вышла на пенсию. Проживала в Мариуполе.
Умерла 8 октября 2018 года.

## Награды
- Герой Социалистического Труда — указом Президиума Верховного Совета СССР от 26 апреля 1971 года.
- Орден Ленина — дважды.